# スプートニク・モンロー
スプートニク・モンロー（Sputnik Monroe、本名：Roscoe Monroe Brumbaugh、1928年12月18日 - 2006年11月3日）は、アメリカ合衆国のプロレスラー。カンザス州ドッジシティ出身。
1950年代から1960年代にかけてを全盛期に、ヒールの狂乱ファイターとして活動した。その一方で公民権運動にも取り組み、人種差別が現在以上に激しかった当時のアメリカ南部において、白人でありながらアフリカ系アメリカ人コミュニティとの融和を図り、黒人のファンを好意的に会場へ招待し、黒人レスラーとのタッグチームを組むなど、プロレス界における人種間の障壁を取り除いた第一人者とされている。

## 来歴
アメリカ海軍を除隊後の1945年、素人の腕自慢を相手にするカーニバル・レスラーとしてキャリアをスタート。1949年より本格的にプロレスラーとしての活動を開始し、プリティ・ボーイ・ロキー（Pretty Boy Roque）またはロッキー・モンロー（Rocky Monroe）などのリングネームを用いて、1950年代中盤までは地元のカンザスをはじめアイダホやユタのローカル・テリトリーを転戦した。
その後、長年の主戦場となる南部のテネシーやアラバマに進出するが、傍若無人なラフファイトとマイクパフォーマンスで観客の憎悪を煽っていたことに加え、黒人と懇意にするなどのリベラルな姿勢も保守的な白人層の悪感情に火をつけ、人種差別の激しい同地の白人至上主義者からの敵意を一身に浴びる大ヒールとなっていった。
1957年12月、モンローはスタジオマッチに出場するためアラバマ州モービルのテレビ局まで車を走らせていたが、途中で出会った黒人の男性ヒッチハイカーを同乗させていた。到着後、黒人と一緒のモンローを見つけた年配の白人女性から罵声を浴びせられたが、モンローは意に介さず、その黒人の頬にキスをするなどして彼女を挑発した。激怒した白人女性は、モンローをソビエト連邦の人工衛星「スプートニク1号」になぞらえて "You're a damn Sputnik!" などと罵倒した。米ソ冷戦の状況下にあって、当時のアメリカとソビエトは宇宙開発競争でもしのぎを削っていた。スプートニク1号は同年10月にソビエトが打ち上げに成功したばかりの世界初の人工衛星であり、敵国に先を越されスプートニク・ショックに陥っていた当時のアメリカにとっては嫌悪の象徴だったのである。
以降、スプートニク・モンロー（Sputnik Monroe）をリングネームに、前頭部から頭頂部にかけてを金髪に染めた異相の怪ヒールとなって各地で活躍。1959年8月3日にはテネシー州メンフィスにて新設されたNWAテネシー・ヘビー級王座の新王者となり、1961年10月27日にはテキサス州ヒューストンにおいて、ドリー・ディクソンを破りNWAテキサス・ヘビー級王座を獲得。1963年4月23日には同州オデッサにおいて、ドリー・ファンク・シニアからテキサス西部版のNWA北米ヘビー級王座を奪取。1964年8月9日にはジョージア州アトランタにおいて、ディック・ザ・ブルーザーを下してNWAジョージア・ヘビー級王座を獲得した。
フロリダ地区では1966年10月より、「弟」という設定のロケット・モンローをパートナーに従え、モンロー・ブラザーズとしてタッグマッチ戦線にも参戦。1967年4月4日、インフェルノス（フランキー・ケイン&ロッキー・スミス）を破りフロリダ版のNWA世界タッグ王座を奪取。以降、ワフー・マクダニエル&ホセ・ロザリオやエディ・グラハム&サム・スティムボートなどのチームを相手に同王座を争った。
1967年11月、ジャック・ブリスコ、バロン・シクルナ、ビクター・リベラ、特別参加のクラッシャー・リソワスキーらと共に日本プロレスへ初来日。アントニオ猪木とのシングルマッチも組まれ、6人タッグマッチではジャイアント馬場とも対戦した。当時すでに40歳に近く、小柄なこともあってエース級の存在では無かったものの、その奇抜なリングネームと風貌でファンや関係者の注目を集めた。
1968年11月より中南部のNWAトライステート地区に登場。1970年7月13日、ルイジアナ州シュリーブポートにおいてダニー・ホッジから勝利を収め、NWA世界ジュニアヘビー級王座を獲得する。翌月にホッジに奪還されて短命王者に終わったものの、戴冠中はレネ・グレイやビリー・レッド・ライオンの挑戦を退け、ホッジとも各地で連戦を行った。
1971年7月、"Black is Beautiful, White is Wonderful" をキャッチフレーズに、古巣のテネシーにてブラック・パンサーことノーベル・オースチンと白人と黒人の混成タッグチームを結成。10月11日にはトージョー・ヤマモト&ロバート・フラーからNWA南部タッグ王座を奪取した。1972年2月にはオースチンを帯同して日本プロレスに再来日したが、キャリア不足だったオースチンにはタイトルへの挑戦権が与えられず、モンローはハーリー・レイスと組み、2月26日に大阪府立体育館にて坂口征二&吉村道明のアジアタッグ王座に挑戦した。
その後も南部マットを転戦し、オースチンとのコンビでは1972年10月10日、タンパにてジミー・ゴールデン&ロン・フラーを破りNWAフロリダ・タッグ王座を獲得。ジャック&ジェリー・ブリスコの兄弟チームとも王座を争った。ジョージアではモンロー・ブラザーズを再結成して、1973年にはミスター・レスリング1号&2号などのチームと対戦。主戦場のテネシーでは、キャリア末期となる1975年にデビッド・シュルツやジェリー・ローラーなど当時の新鋭レスラーとも対戦した。
2006年11月3日、フロリダ州エッジウォーターにおいて77歳で死去。没後の2012年にはNWA殿堂、2018年にはWWE殿堂のレガシー部門に迎えられた。

## 獲得タイトル
ナショナル・レスリング・アライアンス
- NWA世界ジュニアヘビー級王座：1回[14]
- NWA殿堂：2012年[21]

NWAミッドアメリカ
- NWAテネシー・ヘビー級王座：3回[8]
- NWAテネシー・タッグ王座：2回（w / トミー・ギルバート（英語版））[22]
- NWA世界タッグ王座（ミッドアメリカ版）：3回（w / ロバート・フラー）[23]
- NWA南部タッグ王座（ミッドアメリカ版）：1回（w / ノーベル・オースチン）[16]

サウスウエスト・スポーツ・インク
- NWAテキサス・ヘビー級王座：1回[9]
- NWAテキサス・タッグ王座：2回（W / ダニー・マクシェイン（英語版）、ロケット・モンロー）[24]

ウエスタン・ステーツ・スポーツ
- NWA北米ヘビー級王座（アマリロ版）：1回[25]
- NWA北米タッグ王座（アマリロ版）：1回（w / ケン・ルーカス）[26]

ミッドサウス・スポーツ
- NWAジョージア・ヘビー級王座：1回[10]

チャンピオンシップ・レスリング・フロム・フロリダ
- NWA世界タッグ王座（フロリダ版）：2回（W / ロケット・モンロー）[11]
- NWA南部タッグ王座（フロリダ版）：1回（W / ロケット・モンロー）[27]
- NWAフロリダ・タッグ王座：1回（w / ノーベル・オースチン）[18]

ガルフ・コースト・チャンピオンシップ・レスリング
- NWAガルフ・コースト・ルイジアナ・ヘビー級王座：1回[28]

WWE
- WWE殿堂（レガシー部門）：2018年[5]